# Dinastije u kineskoj povijesti
Ovo je kronologija kineskih dinastija.
U kineskoj povijesti, dinastije su se obično mijenjale vojnim prevratima. Neke su dinastije osnovane prije rušenja postojećih režima ili su postojale i dalje nakon što su poražene. Npr., dinastija Qing došla je na vlast 1644. godine, naslijedivši dinastiju Ming nakon vojnog prevrata. Međutim, dinastija Qing utemeljena je 1636. (ili čak 1616. godine, iako pod drugim imenom), a posljednji pretedent dinastije Ming nije svrgnut do 1662. Ova promjena vladajućih kuća nije se dogodila brzo, već je dinastija Qing gotovo dvadeset godina uspostavljala svoju kontrolu nad kineskim teritorijem. Osim toga, Kina je dugo vremena bila podijeljena na regije tijekom svoje povijesti. Tim regijama vladale su različite skupine.
U razdobljima mnogih prevrata (kao od 220. do 618.) neke su kineske dinastije supostojale i tako stvorile zamršen slijed sustava vladanja u raznim dijelovima zemlje. Slijed dinastija „kratkog daha” otkriva unutarnju slabost državne strukture kada su vojni zapovjednici mogli osnovati dinastiju i održati je tijekom jedne dinastije ili njih dvije, ali kako su iznimna politička i vojna vještina rijetko nasljedne, njihovi nasljednici nisu mogli spriječiti da im prijestolje oduzme drugi general.
| Dinastija                                                                                                 | Dinastija                                               | Dinastija                   | Vladari                 | Razdoblje                                                   | Razdoblje   |
| --- | ------------------------------------------------------- | --------------------------- | ----------------------- | ----------------------------------------------------------- | ----------- |
| Tri Uzvišena i Pet Careva                                                                                 | zh-Hant. 三皇五帝                                       | sān huáng wǔ dì             | (popis)                 | prije 2070. pr. Kr.                                         | 628+        |
| Dinastija Xia                                                                                             | zh-Hant. 夏                                             | xià                         | (popis)                 | 2070. – 1600. pr. Kr.                                       | 470         |
| Dinastija Shang                                                                                           | zh-Hant. 商                                             | shāng                       | (popis)                 | 1600. – 1046. pr. Kr.                                       | 554         |
| Zapadna Dinastija Chou                                                                                    | zh-Hant. 西周                                           | xī zhōu                     | (popis)                 | 1046. – 771. pr. Kr.                                        | 275         |
| Istočna Dinastija Chou Tradicionalno podjeljena na Razdoblje proljeća i jeseni Razdoblje zaraćenih država | zh-Hant. 東周 / 东周 zh-Hant. 春秋 zh-Hant. 戰國 / 战国 | dōng zhōu chūn qiū zhàn guó | (popis) (popis) (popis) | 770. – 256. pr. Kr. 722. – 476. pr. Kr. 475. – 221. pr. Kr. | 514 246 254 |
| Dinastija Qin                                                                                             | zh-Hant. 秦                                             | qín                         | (popis)                 | 221. – 206. pr. Kr.                                         | 15          |
| Zapadna Dinastija Han                                                                                     | zh-Hant. 西漢 / 西汉                                    | xī hàn                      | (popis)                 | 206. pr. Kr.–9.                                             | 215         |
| Dinastija Xin                                                                                             | zh-Hant. 新                                             | xīn                         | (popis)                 | 9. – 23.                                                    | 14          |
| Istočna Dinastija Han                                                                                     | zh-Hant. 東漢 / 东汉                                    | dōng hàn                    | (popis)                 | 25. – 220.                                                  | 195         |
| Tri kraljevstva                                                                                           | zh-Hant. 三國 / 三国                                    | sān guó                     | (popis)                 | 220. – 265.                                                 | 45          |
| Zapadna Dinastija Jin                                                                                     | zh-Hant. 西晉 / 西晋                                    | xī jìn                      | (popis)                 | 265. – 317.                                                 | 52          |
| Istočna Dinastija Jin                                                                                     | zh-Hant. 東晉 / 东晋                                    | dōng jìn                    | (popis)                 | 317. – 420.                                                 | 103         |
| Južne i Sjeverne dinastije                                                                                | zh-Hant. 南北朝                                         | nán běi cháo                | (popis)                 | 420. – 589.                                                 | 169         |
| Dinastija Sui                                                                                             | zh-Hant. 隋                                             | suí                         | (popis)                 | 581. – 618.                                                 | 37          |
| Dinastija Tang                                                                                            | zh-Hant. 唐                                             | táng                        | (popis)                 | 618. – 907.                                                 | 289         |
| Pet dinastija i Deset kraljevstava                                                                        | zh-Hant. 五代十國 / 五代十国                            | wǔ dài shí guó              | (popis)                 | 907. – 960.                                                 | 53          |
| Sjeverna Dinastija Sung                                                                                   | zh-Hant. 北宋                                           | běi sòng                    | (popis)                 | 960. – 1127.                                                | 167         |
| Južna Dinastija Sung                                                                                      | zh-Hant. 南宋                                           | nán sòng                    | (popis)                 | 1127. – 1279.                                               | 152         |
| Dinastija Liao                                                                                            | zh-Hant. 遼 / 辽                                        | liáo                        | (popis)                 | 916. – 1125.                                                | 209         |
| Dinastija Jin                                                                                             | zh-Hant. 金                                             | jīn                         | (popis)                 | 1115. – 1234.                                               | 119         |
| Dinastija Yuan                                                                                            | zh-Hant. 元                                             | yuán                        | (popis)                 | 1271. – 1368.                                               | 97          |
| Dinastija Ming                                                                                            | zh-Hant. 明                                             | míng                        | (popis)                 | 1368. – 1644.                                               | 276         |
| Dinastija Qing                                                                                            | zh-Hant. 清                                             | qīng                        | (popis)                 | 1644. – 1911.                                               | 268         |

## Poveznice
- Povijest Kine